# Symphonia fasciculata
Symphonia fasciculata là một loài thực vật có hoa trong họ Bứa. Loài này được (Noronha ex Thouars) Vesque miêu tả khoa học đầu tiên năm 1893.